# Christoffer von Scheiding
Christoffer von Scheiding, född 1550 i Meissen död 1617, var en svensk adelsman och hovmästare. Bland hans barn märks Otto von Scheiding (1580–1651) som var ståthållare.

## Biografi
Christoffer von Scheiding föddes i Meissen. Han var son till Otto Scheding och Catharina von Spejel (dotter till Hans von Spejel). Scheiding kom till Sverige 1570 och blev kammarjunkare hos hertig Carl av Södermanland. Han adlades i Sverige av kung Johan III före 1580.  Då Hogenskild Bielke 1582 uppbådade Östgöta adelsfana, skrev hertig Carl till honom, att Scheding icke borde räknas till adeln i Östergötland utan, såsom varande i tjänst hos hertigen, rida under hans banér. Scheiding blev hovmästare hos hertiginnan Anna 1584 och hos drottning Kristina av Holstein-Gottorp 1604.
Han ägde gårdarna Skedevid i Tjärstads socken och Åby i Horns socken.

### Familj
Scheiding gifte sig första gången 1577 med hovjungfrun hos Cecilia Vasa, Magdalena Rosengren (död 1607). Hon var dotter till riksrådet och ståthållaren Jakob Turesson (Rosengren) och Märta Eriksdotter Ryning. De fick tillsammans barnen Carl, Philip von Scheiding, Otto von Scheiding (1580–1651), Christina, Holger von Scheiding, Anna, Magdalena, Carin och Wolmar Diedric.
Scheiding gifte sig andra gången 1610 med Kristina av Holstein-Gottorps hovmästarinna Gunilla Rosenstråle. Hon var dotter till Jöns Ericsson Rosenstråle och Ingeborg Kåse. Gunilla Jönsdotter hade tidigare varit gift med ryttmästaren Gisse Nilsson Struss och riksrådet Lubert Diedricsson Kauer.